# Адам Фердинанд
Адам Фердинанд (22. мај 1882) je један од знаменитих лекара странаца који су радили у Пироту почетком двадесетог века.

## Биографија
Рођен је 22. маја 1882. године у месту Желетава у Чешкој. Завршио је гимназију у Брну 1902. године а дипломирао на Медицинском факултету у Прагу 1909. године. Пре доласка у Србију, радио је као секундарни лекар у Прагу у болници за душевне болести у месту Хорњи Берковице.

### Служба у Србији
Дошао је у Краљевину Србију око 1913. године а пре тога је радио у Мостару где је и научио језик. Те исте године добива радно место општинског лекара у Пироту. Следеће године, 1914. добија радно место школског лекара у гимназији .
Када је рат почео, Фердинанд је мобилисан као амбулантни лекар при окружној команди. Приликом пожртвованог збрињавања рањеника у пиротској војној болници 1915. године, Фердинанд и помоћно особље су се заразили тифусом.
"... Највећу помоћ смо имали од општинског лекара, Чеха др Адама коме смо се могли обратити за савет и добити га, и са киме смо организовали неку помоћ од заробљеника Чеха. Међу њима било је и неколико болничара који су радили у превијалишту, а други су нам, као практични и поуздани људи, помагали око болесника, док их не би оборила болест. Др Адам је поред свог редовног посла општинског лекара, имао на старању и неколико кафана где су лежали оболели од пегавца. Тај посао пожртвовано је обављао све до своје смрти. И он је подлегао пегавцу и оставио незбринуту жену са малом децом".

### Приватни живот
Адам је имао супругу Амалију и ћерку Марију. После Адамове смрти 1915. године, Амалија се удала по други пут у Пироту али убрзо остала удовица по други пут. Заједно се са ћерком вратила у Праг. Марија се замонашила у Прагу и умрла као часна сестра. Амалија се вратила у Пироту како би преузела старање над својим пасторком те са њиме иде у Праг.